# 判別分析
判別分析（はんべつぶんせき、英: discriminant analysis）は、事前に与えられているデータが異なるグループに分かれる場合、新しいデータが得られた際に、どちらのグループに入るのかを判別するための基準（判別関数）を得るための正規分布を前提とした分類の手法。英語では線形判別分析をLDA、二次判別分析をQDA、混合判別分析をMDAと略す。1936年にロナルド・フィッシャーが線形判別分析を発表し、1996年に Trevor Hastie, Robert Tibshirani が混合判別分析を発表した。
3つ以上のグループの判別は重判別分析や正準判別分析と呼ばれる。

## 判別関数の種類
判別関数には以下の物などがある。
線形判別関数
超平面・直線による判別。線形判別分析は等分散性が必要。
二次判別関数
楕円など二次関数による判別。二次判別分析は等分散性が不要。
非線形判別関数
超曲面・曲線などの非線形判別関数。

## 前提条件
線形判別分析は、以下の前提条件が成立する必要がある。
- 各グループは多変量正規分布[注釈 9]している
- 全てのグループが同じ共分散行列を持つ（等分散性）

その上で、マハラノビス汎距離が等距離の所に直線を引く。これらの前提条件が成立しないとおかしな結果になる。
各グループの平均が異なる以上、分散が異なることは多々ある。等分散性の仮定を外した物が二次判別分析である。それぞれのグループで異なる共分散行列を使用してマハラノビス距離を計算して、等距離になる場所を判別曲面とする方法である。この方法は二次関数となり、正規分布が成立している場合は正しい結果になる。
線形判別分析において、グループ間の確率のロジットは線形関数となるが、ここで線形関数という仮定を残したまま、正規分布や等分散性の仮定を外すとロジスティック回帰や単純パーセプトロンになる。
さらに別な方法としては、線形判別関数を使用したい場合は、線形サポートベクターマシンで線形判別関数を求めるという方法もある。

## 線形判別分析
線形判別関数は以下の通り。これの正負で判断。{\displaystyle x} は入力、{\displaystyle \mu } は平均、{\displaystyle \mathbf {\Sigma } } は共分散行列。この式は多変量正規分布の式より導出できる。
{\displaystyle \left(x-{\frac {\mu _{\rm {first}}+\mu _{\rm {second}}}{2}}\right)^{T}\mathbf {\Sigma } ^{-1}(\mu _{\rm {first}}-\mu _{\rm {second}})}
より細かく、線形判別関数 ({\displaystyle y=\sum _{i=1}^{n}a_{i}x_{i}+a_{0}}) の求め方を以下に示す。
1. 第一群、第二群についてそれぞれ積和を求める(N はサンプルサイズ)。
{\displaystyle W_{ij}=\sum _{k=1}^{N}(x_{i}^{(k)}-{\overline {x}}_{i})(x_{j}^{(k)}-{\overline {x}}_{j})}
2. 第一群と第二群の平方和・積和を、同じ2変数について足し、自由度 {\displaystyle N_{\rm {first}}+N_{\rm {second}}-2} で除す。
{\displaystyle S_{ij}={\frac {W_{ij}{\rm {(first)}}+W_{ij}{\rm {(second)}}}{N_{\rm {first}}+N_{\rm {second}}-2}}}
3. {\displaystyle S_{ij}} を、その {\displaystyle i}行{\displaystyle j}列に対応させて分散共分散行列{\displaystyle {\mathbf {S} }}とし、各変数にかかる係数を{\displaystyle n}行{\displaystyle 1}列に並べた行列を{\displaystyle {\mathbf {A} }}、第一群の各変数の平均値から第二群の各変数を引いた数 {\displaystyle x_{i}{\rm {(first)}}-x_{i}{\rm {(second)}}}を{\displaystyle n}行{\displaystyle 1}列に並べた行列を{\displaystyle {\mathbf {X} }}とすると以下の式が成り立つ。
{\displaystyle {\mathbf {S} }{\mathbf {A} }={\mathbf {X} }} ゆえに {\displaystyle {\mathbf {A} }={\mathbf {S} }^{-1}{\mathbf {X} }}
4. これにより各変数にかかる係数を求めることができる。
定数項は、{\displaystyle a_{0}=-{\frac {1}{2}}\sum _{i=1}^{n}a_{i}\left\{x_{i}{\rm {(firstaverage)}}+x_{i}{\rm {(secondaverage)}}\right\}}
5. 判別得点{\displaystyle y}が正のとき第一群、負のとき第二群と判別される。
変数が標準化されていれば、係数の大きさは、そのままその変数が判別に与える影響の大きさである。
変数が定性的な場合は、ダミー変数を用いる。
{\displaystyle y=\sum _{i=1}^{n}\left(a_{i}{\rm {(first)}}x_{i}{\rm {(first)}}+a_{i}{\rm {(second)}}x_{i}{\rm {(second)}}\right)+a_{0}}
ここに、{\displaystyle x_{ij}}: {\displaystyle x_{i}}の{\displaystyle j}番目のカテゴリーに反応するとき{\displaystyle 1}、しないとき{\displaystyle 0}。

## 二次判別分析
グループの平均を中心に回転・軸方向のスケーリングを行い共分散行列を揃え、線形判別分析を行えば良い。

## 混合判別分析
単一の正規分布ではなく、混合正規分布で表現した物を混合判別分析という。その場合でも共分散行列は共通の物を使う。混合正規分布を使うことにより複雑な分布も扱えるようになる。混合正規分布はEMアルゴリズムなどで求める。